# Адалберт фон Шауенбург
Адалберт фон Шауенбург (на немски: Adalbert von Schauenburg; † 1073) е граф от Графство Шаумбург , известен като съучастник в заговора през 1070 г. против херцог Ото Нортхаймски.
Граф Егено I фон Конрадсбург разказва през 1070 г. във Фрицлар пред Хайнрих IV, че знаел за заговора на саксонския граф и баварски херцог Ото II фон Нортхайм против крал Хайнрих IV.
След това Адалберт и граф Гизо II са съюзници в заговра на граф Егено I против Ото Нортхаймски. Със знанието на Хайнрих IV те плануват комплота, формулират обвинението и чрез подкупения Егено разпространяват това. Гизо и Адалберт са убити през 1073 г. от хората на Ото в замъка на Гизоните Холенде при Марбург.